# کیپ پترسن
کیپ پترسن (به انگلیسی: Cape Paterson) یک شهرک در استرالیا است که در ویکتوریا (استرالیا) واقع شده‌است.